# Agota Kristof
Agota Kristof, Kristóf Ágota (ur. 30 października 1935 w Csikvánd, zm. 27 lipca 2011 w Neuchâtel) – węgierska pisarka tworząca w języku francuskim.

## Życiorys
W 1956 roku, po stłumieniu przez zbrojną interwencję armii radzieckiej powstania węgierskiego, w wieku 21 lat, opuściła Węgry. Razem z mężem, nauczycielem historii i ich 4-miesięczną córką uciekła do Neuchâtel w Szwajcarii, gdzie przez 5 lat pracowała w fabryce zegarków. Z czasem rozstała się z mężem. Na Uniwersytecie w Neuchâtel uczyła się języka francuskiego i zaczęła pisać powieści w tym języku. W Neuchâtel mieszkała już do śmierci.

## Twórczość
Pierwsze kroki w literaturze Agota Kristof poczyniła w dziedzinie poezji i teatru (John et Joe, Un rat qui passe). W 1986 roku ukazała się pierwsza powieść Kristof zatytułowana Zeszyt, która zapoczątkowała trylogię, należącą do klasyki współczesnej literatury francuskojęzycznej. Następna część trylogii ukazała się 2 lata później pod tytułem Dowód. Trzecia część, zatytułowana Trzecie kłamstwo została opublikowana w 1991 roku.
Najważniejszym tematem trylogii jest wojna, zniszczenie, miłość i samotność, pożądanie i strata, prawda i fikcja. Debiut prozatorski Agoty Kristof Zeszyt został uhonorowany Europejską Nagrodą ADELF (Stowarzyszenia Pisarzy Francuskojęzycznych) i przetłumaczony na ponad 30 języków.
W 1995 roku Kristof opublikowała powieść Hier.
W 2004 roku Agota Kristof wydała Analfabetkę. W tym krótkim autobiograficznym tekście, prostym i celnym językiem autorka opisała swoje życie, swoją miłości do literatury już od najmłodszych lat, los emigrantów po rewolucji węgierskiej, izolację kulturalną spowodowaną nieznajomością języka.
Jej ostatnią pracą był zbiór krótkich opowiadań zatytułowanych C'est égal, który został opublikowany w 2005 rok w Paryżu.
Większość twórczości pisarki została wydana przez Éditions du Seuil.